# Civo

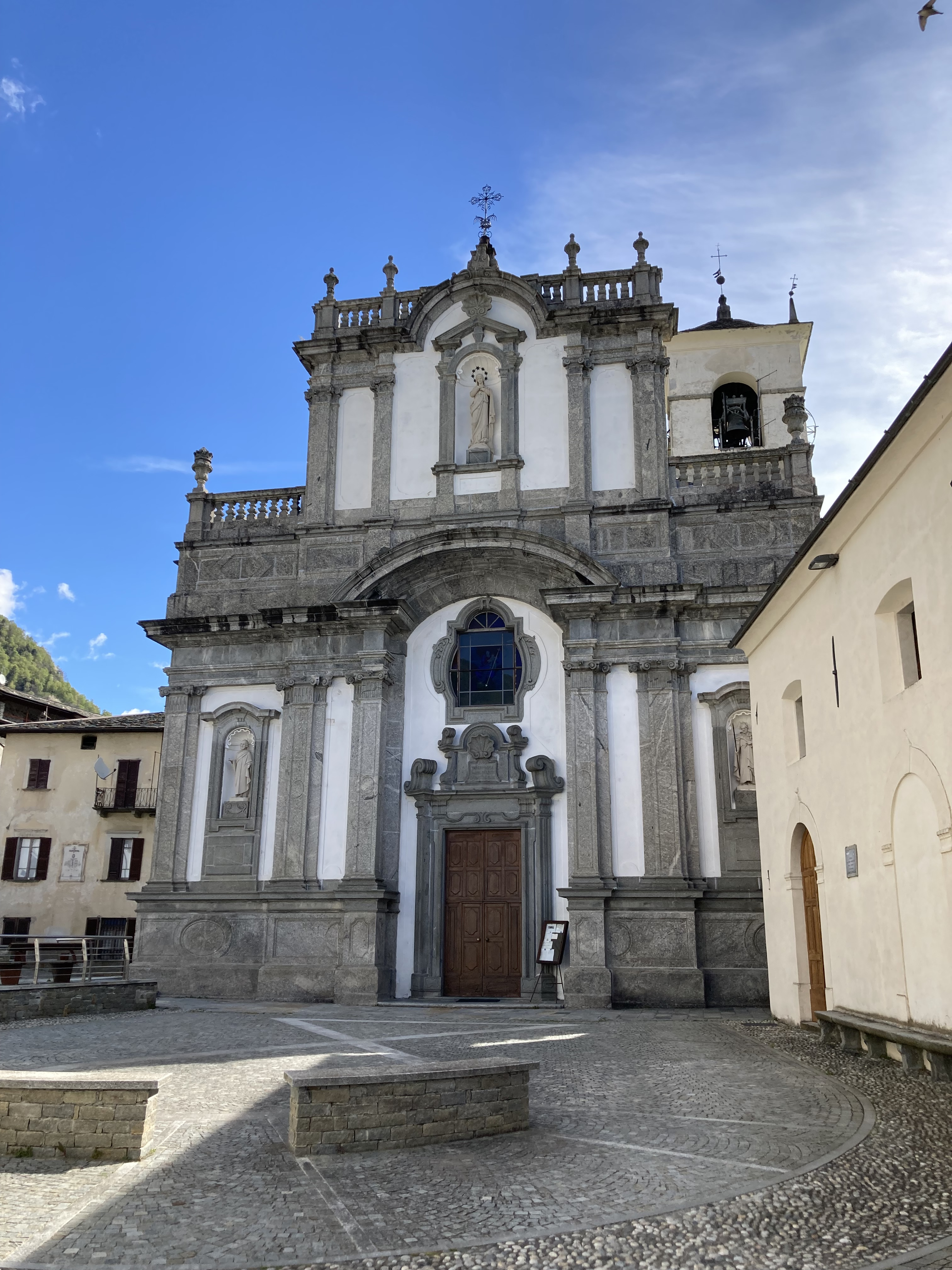
Iglesia de San Bartolomé en Caspano

Civo es uno de los municipios más vastos de la provincia de Sondrio a pesar de que sólo tiene 1.025 habitantes.

## Evolución demográfica
| Gráfica de evolución demográfica de Civo entre 1861 y 2001 |
|                                                            |
| Fuente ISTAT - elaboración gráfica de Wikipedia            |

## Lugares de interés
- Iglesia de San Andrea, del final del siglo XVII;
- Iglesia de Santiago el Mayor en la fracción Roncaglia, del año 1654;
- La fracción Caspano, antigua aldea del siglo XI, con unos palacios nobiliarios;
- Iglesia de San Bartolomé, del siglo XVIII.

## Transportes

### Aeropuertos
Los aeropuertos están bastante lejos. Los más cercanos sonos el de Malpensa, el de Linate y el de Orio al Serio.

### Conexiones viales
Se puede llegar a Civo en coche desde Milán pasando por Lecco hasta Cólico en la autovía número 36 y luego desde Cólico hacía Sondrio hasta Morbegno en la autovía número 38.

### Conexiones ferroviarias
En Civo no hay estaciones de ferrocarril. La más cercana es la de Morbegno, en la línea Milán-Lecco-Sondrio.  Desde allí, Morbegno, hay bus  hacia Civo con 3 o 4 horarios disponibles por día -salen desde un lugar contiguo a la estación de tren- la distancia es ínfima ya que es solo ascender la montaña situada al norte de Morbegno, viaje atractivo y de poca duración (entre 20 m8nutos y media hora)

### Transportes urbanos
En Civo no hay transportes urbanos.